# Hemicordulia silvarum
Hemicordulia silvarum – gatunek ważki z rodziny szklarkowatych (Corduliidae).